# Ischiolobos mesotopos
Ischiolobos mesotopos là một loài ruồi trong họ Asilidae. Ischiolobos mesotopos được Londt miêu tả năm 2005. Loài này phân bố ở vùng nhiệt đới châu Phi.